# 俱知安車站
俱知安車站（日语：／ Kutchan eki */?）是由北海道旅客鐵道（JR北海道）所經營的鐵路車站，位於日本北海道虻田郡俱知安町。本站是JR北海道函館本線的沿線車站，也是所在地俱知安町的主要車站。此站屬於JR北海道本社（札幌總部）的直轄範圍，為社員配置車站，並負責管理周遭的諸多小站。站名源自於愛奴語中的「kuca-un-nay/」，意指「有獵人小屋的小河」。

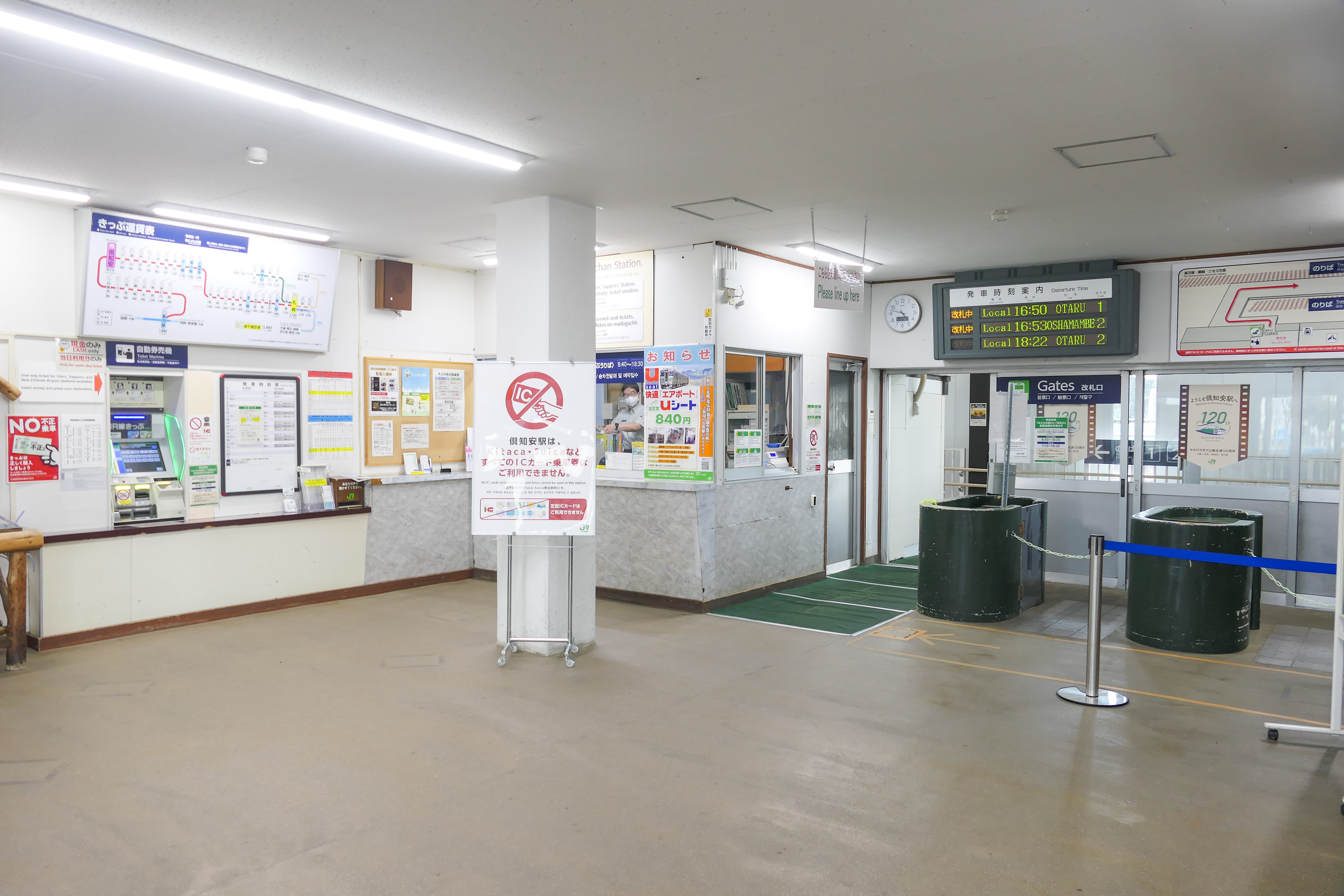
車站內部與驗票口(2024年8月)

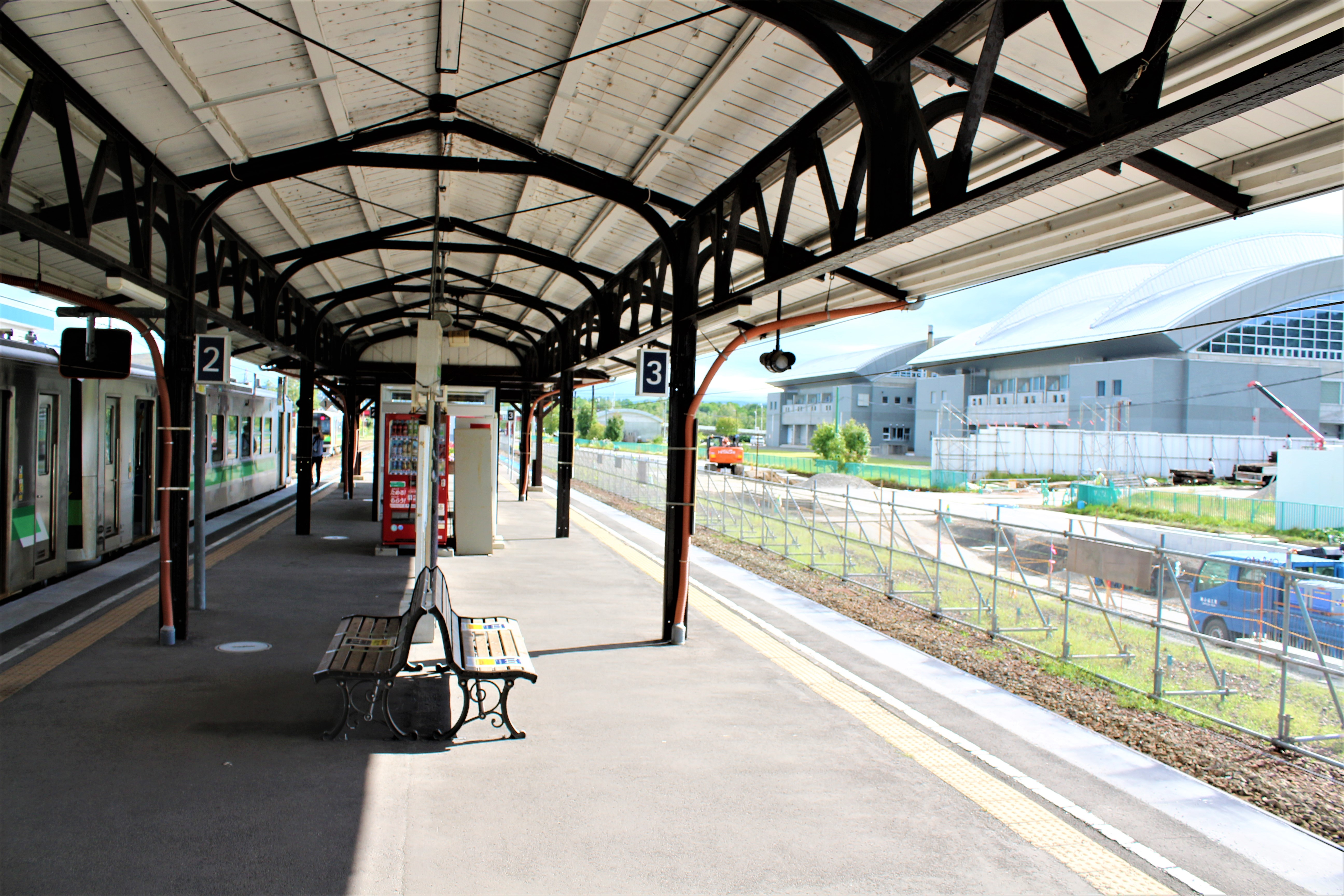
2號與3號月台(2020年9月)

## 簡介
除了函館本線之外，在1986年膽振線廢線之前，俱知安曾是胆振線與函館本線的銜接車站。包括特急列車「北海」、急行列車「二世谷」與「雷電」都曾以本站為停車站。由於串連道南與道央的長途列車都改以室蘭本線作為主要路線，因此目前僅有快速列車「二世谷快車」與部分臨時列車會以本站作為停靠車站。
在1919年至1944年之間，俱知安也曾是京極輕便線（後改名為京極線）與函館本線的交會車站。該路線後來被胆振縱貫鐵道合併，可說是胆振線的前身之一。正在計畫與建設中的北海道新幹線，也預計會將俱知安設為停車站。

## 歷史
- 1904年（明治37年）10月15日：北海道鉄道歌棄站（現在的熱郛站） - 小澤站間延伸段開業、本站作爲同綫的車站開業。設有機關庫。
- 1907年（明治40年）7月1日：北海道鉄道国有化、本站移交鐵道省。
- 1909年（明治42年）10月12日：制定国有鉄道線路名称、成爲函館本線的車站。
- 1919年（大正8年）11月15日：京極軽便線本站 - 京極站間開通。
- 1922年（大正11年）9月2日：京極軽便線改名爲京極線。
- 1944年（昭和19年）7月1日：胆振縦貫鐵道国有化、京極線編入膽振線。
- 1949年（昭和24年）6月1日：日本国有鉄道法施行、由日本国有鉄道（国鉄）継承。
- 1974年（昭和49年）12月：倶知安機関区廃止。
- 1984年（昭和49年）2月1日：貨運服務廃止。
- 1985年（昭和60年）3月14日：行李服務廃止。
- 1986年（昭和61年）11月1日：胆振線廃止。撤去2面3線月臺中的1號月臺、變爲1面2線。特急「北海」・急行「新雪谷」廢止、本站無優等列車停靠。
- 1987年（昭和62年）4月1日：国鉄分割民營化、由北海道旅客鉄道（JR北海道）継承。
- 1992年（平成4年）4月1日：簡易委託廃止、完全無人化。
- 2007年（平成19年）10月1日：本站導入北海道旅客鉄道站編號[1]。

## 車站構造

### 在來線
此站是地面車站。起初有2面3線月台，但伴隨膽振線廢除，站房側的側式月台（1號月台）拆去，只餘下2號與3號月台1面2線的島式月台。站內設有留置線。月台間可使用跨線橋移動。車站構內會夜間滯泊。
| 月台 | 路線      | 方向 | 目的地           | 備註     |
| ---- | --------- | ---- | ---------------- | -------- |
| 2    | ■函館本線 | 下行 | 小樽方向         | 此站折返 |
| 2    | ■函館本線 | 上行 | 蘭越、長萬部方向 |          |
| 3    | ■函館本線 | 下行 | 小樽、札幌方向   |          |

### 新幹線
新幹線的站舍預定會建於在來線月台東側。起初計劃將軌道直接鋪設在地面上，但為了避免分割北海道與俱知安町的市區土地而將車站與周邊1.3公里進行高架化，2016年7月確定

。

## 相鄰車站
北海道旅客鐵道（JR北海道）
■函館本線
■臨時特急「特急新雪谷」
新雪谷（S25）－俱知安（S23）－余市（S18）
■快速「Niseko Liner」
下行：比羅夫（S24）→俱知安（S23） →小澤（S22）
上行：俱知安（S23） ←小澤（S22）
■普通
比羅夫（S24）－俱知安（S23）－小澤（S22）
北海道新幹線（建設中）
長萬部－俱知安－新小樽（臨時名稱）

### 曾經存在的路線
日本國有鐵道（國鐵）
膽振線
六鄉－俱知安